# Progressistes (Brésil)
Pour les articles homonymes, voir Parti progressiste et PP.
Progressistes (en portugais : Progressistas) — anciennement Parti progressiste brésilien (PPB) puis Parti progressiste (PP) — est un parti politique brésilien de droite, conservateur et libéral, fondé en 1995.

## Histoire

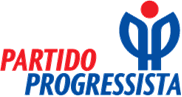
Logo jusqu'en 2017.

Il est l'héritier de l'Alliance rénovatrice nationale (ARENA), de laquelle est issu, en 1980, le Parti démocratique social (PDS), qui fusionne en 1993 avec le Parti démocrate chrétien pour former le Parti progressiste réformateur.
Le Parti progressiste (PP) succède en 2003 au Parti progressiste brésilien (PPB), fondé en 1995 par la fusion du Parti progressiste réformateur (PPR) et d'un premier Parti progressiste, lui-même fondé en 1994 à la suite de la fusion du Parti social travailliste (PST) et du Parti travailliste rénovateur (PTR).
L'une des figures du PP la plus connue est Paulo Maluf, plusieurs fois gouverneur de São Paulo, maire paulista, et candidat préféré des militaires à la présidence en 1985. Jair Bolsonaro a été député fédéral de ce parti entre 2005 et 2016.
Lors de l'élection présidentielle de 2006, le PP fait partie de la coalition qui soutient la candidature du président sortant Lula da Silva. Aux élections générales, le PP arrive en cinquième position avec 7,1 % des voix, obtenant 42 sièges de députés et un siège de sénateur. En 2010, le PP maintient son appartenance à la coalition de centre gauche ; lors des élections parlementaires, il perd un siège de députés (41 contre 42 précédemment) mais progresse sensiblement au Sénat, où il passe de un à quatre sièges. Le parti se retourne en 2016 contre la présidente Dilma Rousseff et vote pour sa destitution. Bien qu'un temps allié au PT de Lula au niveau national, le PP comprend des élus radicalement opposés au gouvernement de gauche, dont certains manifestent une nostalgie pour la dictature militaire et soutiennent des propos racistes et homophobes.
Il est l'un des partis les plus touchés par le scandale de corruption Lava Jato De ses cinquante-six députés, trente et un sont cités dans des affaires de corruption. Son président Paulo Maluf est lui considéré comme le « champion inégalé des pots-de-vin assumés ». De plus, en 2021, le président de la chambre des députés Arthur Lira (pt) et le sénateur Ciero Nogueira, tous deux affiliés à ce parti, sont cités parmi les principaux bénéficiaires du budget secret par le quotidien O Globo, avant que cette pratique ne soit déclarée contraire à la constitution par le tribunal suprême du Brésil.

## Résultats électoraux

### Élections présidentielles
| Année | Candidat                  | 1er tour   | 1er tour | 1er tour | 2d tour    | 2d tour | 2d tour |
| Année | Candidat                  | Voix       | %        | Rang     | Voix       | %       | Rang    |
| ----- | ------------------------- | ---------- | -------- | -------- | ---------- | ------- | ------- |
| 1998  | Fernando Henrique Cardoso | 35 936 918 | 53,06    | 1er      |            |         |         |
| 2002  |                           |            |          |          |            |         |         |
| 2006  |                           |            |          |          |            |         |         |
| 2010  |                           |            |          |          |            |         |         |
| 2014  | Dilma Rousseff            | 43 267 668 | 41,59    | 1er      | 54 501 118 | 51,64   | 1er     |
| 2018  | Geraldo Alckmin           | 5 096 349  | 4,76     | 4e       |            |         |         |

### Élections parlementaires
| 1994 | 14,03 | 72 / 513 | 8,64 | 7 / 81 |
| 1998 | 11,69 | 60 / 513 | 6,17 | 5 / 81 |
| 2002 | 9,55  | 49 / 513 | 1,23 | 1 / 81 |
| 2006 | 8,18  | 41 / 513 | 1,23 | 1 / 81 |
| 2010 | 8,57  | 44 / 513 | 6,17 | 5 / 81 |
| 2014 | 9,16  | 38 / 513 | 7,41 | 6 / 81 |
| 2018 | 7,21  | 38 / 513 | 7,41 | 6 / 81 |